# Poursay-Garnaud
Poursay-Garnaud est une commune du Sud-Ouest de la France située dans le département de la Charente-Maritime, en région Nouvelle-Aquitaine.
Ses habitants sont appelés les Garnaudiens.

## Géographie

### Localisation et accès
La commune est située à 7 km au nord de Saint-Jean-d'Angély, à 65 km au sud-est de La Rochelle et à 450 km de Paris, entre les villes de Poitiers et Saintes.
Elle est traversée par la RD 950, anciennement RN 150 sur la portion Lusignan-Saint-Jean-d'Angély.
Son accès est possible par la sortie no 34 « Saint-Jean-d'Angély » de l'autoroute A10.

### Communes limitrophes
|                         | Vervant         |                          |
| Courcelles              | Poursay-Garnaud | Les Églises-d'Argenteuil |
| Saint-Julien-de-l'Escap | Varaize         |                          |

### Hydrographie
La Boutonne, affluent de la Charente, traverse la commune.
L'affluent de la Boutonne, le ruisseau de Fragne, traverse aussi Poursay-Garnaud.

## Urbanisme

### Typologie
Au 1er janvier 2024, Poursay-Garnaud est catégorisée commune rurale à habitat dispersé, selon la nouvelle grille communale de densité à 7 niveaux définie par l'Insee en 2022.
Elle est située hors unité urbaine. Par ailleurs la commune fait partie de l'aire d'attraction de Saint-Jean-d'Angély, dont elle est une commune de la couronne,. Cette aire, qui regroupe 37 communes, est catégorisée dans les aires de moins de 50 000 habitants,.

### Occupation des sols
L'occupation des sols de la commune, telle qu'elle ressort de la base de données européenne d’occupation biophysique des sols Corine Land Cover (CLC), est marquée par l'importance des territoires agricoles (83,2 % en 2018), une proportion identique à celle de 1990 (83,2 %). La répartition détaillée en 2018 est la suivante : 
terres arables (57,1 %), zones agricoles hétérogènes (25,3 %), forêts (16,8 %), prairies (0,8 %). L'évolution de l’occupation des sols de la commune et de ses infrastructures peut être observée sur les différentes représentations cartographiques du territoire : la carte de Cassini (XVIIIe siècle), la carte d'état-major (1820-1866) et les cartes ou photos aériennes de l'IGN pour la période actuelle (1950 à aujourd'hui).

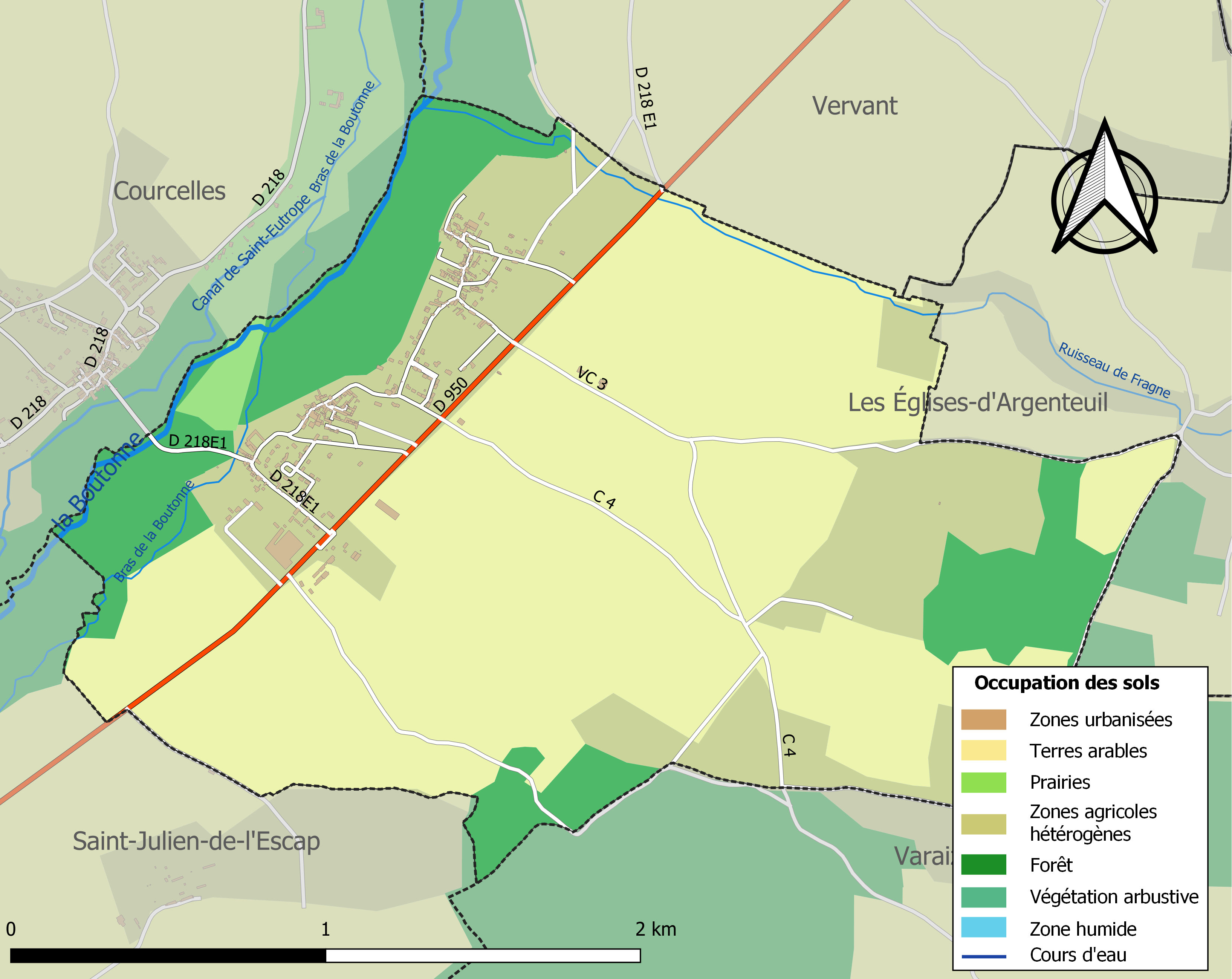
Carte des infrastructures et de l'occupation des sols de la commune en 2018 (CLC).

### Risques majeurs
Le territoire de la commune de Poursay-Garnaud est vulnérable à différents aléas naturels : météorologiques (tempête, orage, neige, grand froid, canicule ou sécheresse), inondations et séisme (sismicité modérée). Il est également exposé à un risque technologique,  le transport de matières dangereuses. Un site publié par le BRGM permet d'évaluer simplement et rapidement les risques d'un bien localisé soit par son adresse soit par le numéro de sa parcelle.

#### Risques naturels
Certaines parties du territoire communal sont susceptibles d’être affectées par le risque d’inondation par débordement de cours d'eau, notamment la Boutonne. La commune a été reconnue en état de catastrophe naturelle au titre des dommages causés par les inondations et coulées de boue survenues en 1982, 1993, 1999 et 2010,.
Par ailleurs, afin de mieux appréhender le risque d’affaissement de terrain, l'inventaire national des cavités souterraines permet de localiser celles situées sur la commune.
Concernant les mouvements de terrains, la commune a été reconnue en état de catastrophe naturelle au titre des dommages causés par des mouvements de terrain en 1999 et 2010.

#### Risques technologiques
Le risque de transport de matières dangereuses sur la commune est lié à sa traversée par une ou des infrastructures routières ou ferroviaires importantes ou la présence d'une canalisation de transport d'hydrocarbures. Un accident se produisant sur de telles infrastructures est susceptible d’avoir des effets graves sur les biens, les personnes ou l'environnement, selon la nature du matériau transporté. Des dispositions d’urbanisme peuvent être préconisées en conséquence.

## Toponymie
Le nom de Poursay viendrait d'un anthroponyme gallo-romain Porcius avec le suffixe -acum.
Le toponyme Garnaud, distingué dans la commune entre les lieux-dits Petit Garnaud et Grand Garnaud, fait l'objet de plusieurs hypothèses. Tout d'abord, il serait l'héritier d'un anthroponyme d'origine germanique Warinwald, ensuite il serait issu d'une racine préceltique carn, désignant un amas de pierres.

## Politique et administration

### Liste des maires
| Période                                  | Période  | Identité        | Étiquette | Qualité  |
| ---------------------------------------- | -------- | --------------- | --------- | -------- |
| Les données manquantes sont à compléter. |          |                 |           |          |
| 1957                                     | 1977     | Charles Martin  |           |          |
| 2001                                     | En cours | Dominique Bouin | DVG       | Retraité |

## Démographie
L'évolution du nombre d'habitants est connue à travers les recensements de la population effectués dans la commune depuis 1793. Pour les communes de moins de 10 000 habitants, une enquête de recensement portant sur toute la population est réalisée tous les cinq ans, les populations de référence des années intermédiaires étant quant à elles estimées par interpolation ou extrapolation. Pour la commune, le premier recensement exhaustif entrant dans le cadre du nouveau dispositif a été réalisé en 2008.

En 2022, la commune comptait 312 habitants, en évolution de −1,58 % par rapport à 2016 (Charente-Maritime : +4,04 %, France hors Mayotte : +2,11 %).
| 1793 | 1800 | 1806 | 1821 | 1831 | 1836 | 1841 | 1846 | 1851 |
| ---- | ---- | ---- | ---- | ---- | ---- | ---- | ---- | ---- |
| 180  | 179  | 207  | 238  | 249  | 251  | 305  | 320  | 331  |

| 1856 | 1861 | 1866 | 1872 | 1876 | 1881 | 1886 | 1891 | 1896 |
| ---- | ---- | ---- | ---- | ---- | ---- | ---- | ---- | ---- |
| 301  | 288  | 318  | 339  | 345  | 326  | 278  | 259  | 268  |

| 1901 | 1906 | 1911 | 1921 | 1926 | 1931 | 1936 | 1946 | 1954 |
| ---- | ---- | ---- | ---- | ---- | ---- | ---- | ---- | ---- |
| 227  | 228  | 221  | 202  | 193  | 209  | 213  | 203  | 221  |

| 1962 | 1968 | 1975 | 1982 | 1990 | 1999 | 2006 | 2008 | 2013 |
| ---- | ---- | ---- | ---- | ---- | ---- | ---- | ---- | ---- |
| 217  | 236  | 212  | 228  | 236  | 238  | 282  | 294  | 306  |

| 2018 | 2022 | - | - | - | - | - | - | - |
| ---- | ---- | - | - | - | - | - | - | - |
| 314  | 312  | - | - | - | - | - | - | - |

## Économie
Une entreprise est créée par M. Charpentier  en 1946 pour la fabrication de contreplaqués et de lattes à partir du bois des peupliers de la Boutonne. Les bois exotiques comme l'okoumé débarqués au port de La Pallice à La Rochelle ont ensuite remplacé le peuplier. L'entreprise Malvaux, installée à Loulay, reprend l'entreprise en 1985 à la suite d'un dépôt de bilan. En 1992, l'entreprise UPM-Kymmene achète l'entreprise Malvaux et vend l'usine en 1995 à la Société BDR. Les bâtiments de l'usine sont répertoriés à l'inventaire général du patrimoine culturel.
Depuis 2007, BDR présente les deux activités d'usinage et de négoce de matériaux.

## Culture locale et patrimoine

### Lieux et monuments
L'église Notre-Dame-de-l'Assomption datée du XIIe siècle, est inscrite à l'inventaire des monuments historiques depuis le 22 août 1949.